# Quận Lane, Oregon
Quận Lane là một quận nằm trong tiểu bang Oregon. Năm 2000, dân số của quận là 322.959. Nó được đặt tên để vinh danh Joseph Lane, vị thống đốc lãnh thổ đầu tiên của Oregon. Quận lỵ của nó là Eugene.

## Địa lý

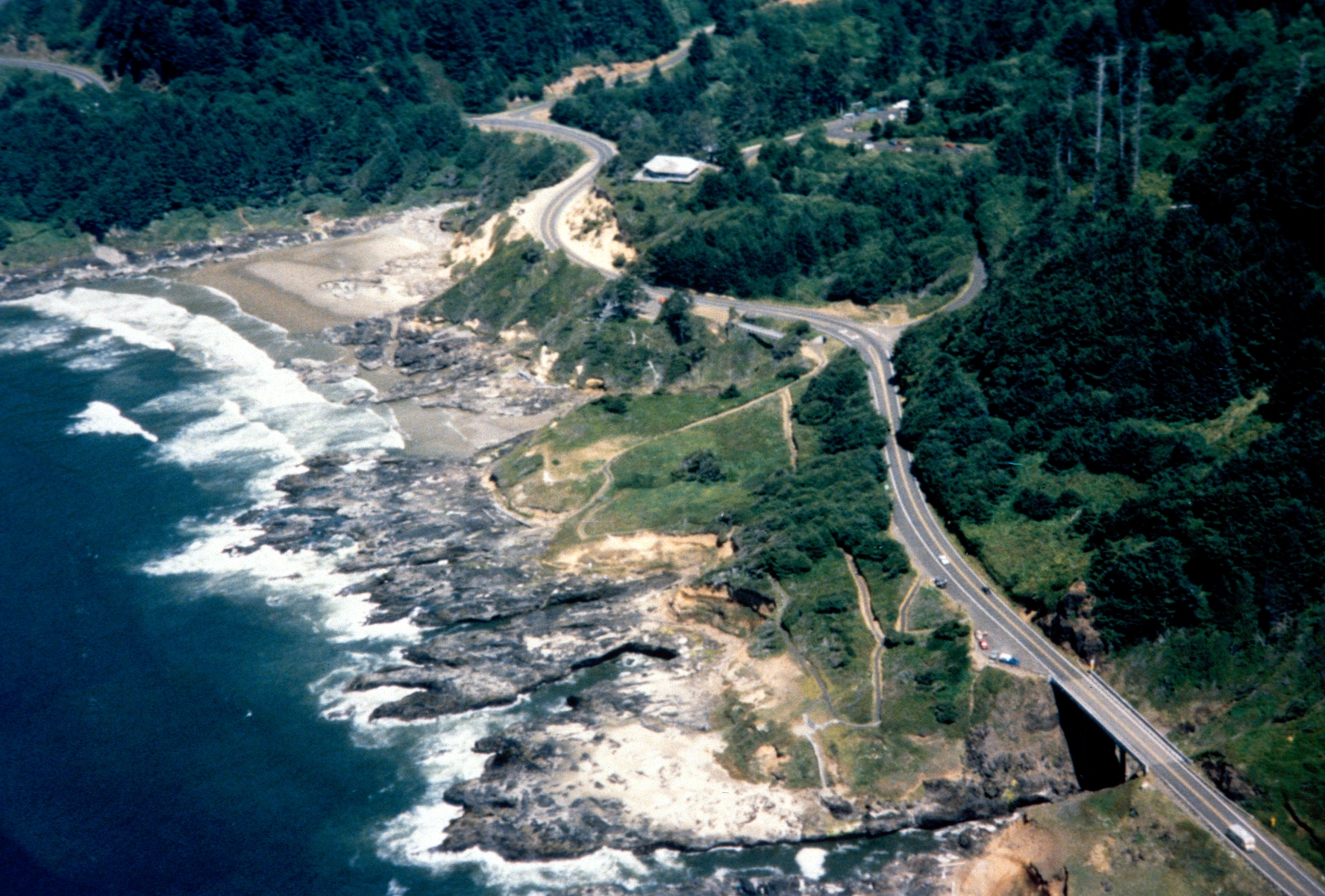
Mũi Perpetua trên duyên hải Quận Lane

Theo Cục điều tra dân số Hoa Kỳ, quận có tổng diện tíc là 4.722 dặm vuông (12.229 km²) trong đó đất chiếm 4.554 dặm vuông (11.795 km²) và nước chiếm 168 dặm vuông (435 km²) hay 3,55%.  Một phần của Rừng Quốc gia Umpqua nằm trong Quận Lane.

### Các quận giáp ranh
- Quận Lincoln, Oregon - (tây bắc)
- Quận Benton, Oregon - (bắc)
- Quận Linn, Oregon - (tây bắc)
- Quận Douglas, Oregon - (nam)
- Quận Deschutes, Oregon - (đông)
- Quận Klamath, Oregon - (đông nam)

## Lịch sử
Quận Lane được thành lập ngày 29 tháng 1 năm 1851. Nó được thành lập từ phần phía nam của Quận Linn và một phần của Quận Benton phía đông Quận Umpqua. Ban đầu nó bao gồm tất cả phần phía đông của miền nam Oregon đến Rặng Thạch Sơn và miền nam đến biên giới California. Khi Lập pháp Lãnh thổ thành lập Quận Lane, quận lỵ không có được ấn định là ở đâu. Trong lần bầu cử 1853, bốn nơi đã tranh quyền được chọn làm quận lỵ với kết quả là "Mulligan donation" được nhiều phiếu hơn; tuy nhiên, vì nó ở kề sát "Skinner claim" nên cả hai trở thành một phần của quận lỵ mới được biết với tên gọi là Eugene.
Diện tích của quận bị giảm đi rất nhiều qua những lần thay đổi ranh giới. Một trong những lần thay đổi đầu tiên đã cho nó con đường ra Thái Bình Dương khi nó được phân chia phần phía bắc của Quận Umpqua vào năm 1853. Với việc thành lập Quận Wasco năm 1854, nó mất tất cả lãnh thổ phía đông Dãy núi Cascade. Có một số thay đổi biên giới nhỏ xảy ra với Quận Douglas năm 1852, 1885, 1903, 1915, và 1917; với Quận Linn năm 1907; và với Quận Benton năm 1923.

## Các cộng đồng

### Các thành phố hợp nhất
| - Coburg - Cottage Grove - Creswell - Dunes City | - Eugene - Florence - Junction City - Lowell | - Oakridge - Springfield - Veneta - Westfir |

### Các cộng đồng chưa hợp nhất
| - Alvadore - Belknap Springs - Cheshire - Crow - Deadwood - Dexter | - Dorena - Elmira - Fall Creek - Goshen - Greenleaf - Jasper | - Leaburg - Mapleton - Marcola - McKenzie Bridge - Nimrod - Noti | - Pleasant Hill - Rainbow - Riverview - Saginaw - Santa Clara - Swisshome | - Triangle Lake - Vida - Walden - Walterville - Walton - Wendling |